# Trabutia quercina
Trabutia quercina är en svampart som först beskrevs av F. Rudolphi ex Fr., och fick sitt nu gällande namn av Sacc. & Roum. 1881. Trabutia quercina ingår i släktet Trabutia och familjen Phyllachoraceae.   Inga underarter finns listade i Catalogue of Life.